# NextGen
NextGen este o companie de telecomunicații din România. A fost înființată în iulie 2008 și este deținută de Orange România.
NextGen oferă servicii de internet, televiziune prin cablu și telefonie fixă în 112 orașe din România (precum Giurgiu, Mangalia, Miercurea Ciuc, Mioveni, Odorheiul Secuiesc, Slobozia, Urziceni, Tecuci, Târgoviște, Târgu Jiu, Târgu Secuiesc și Tulcea) și peste 1000 de localități rurale.
În august 2009, a preluat 30.000 de clienți de la compania New Com Telecomunicații.
În februarie 2010, Nextgen a preluat în întregime compania New Com Telecomunicații, care mai avea aproximativ 70.000 de clienți.